# Liste der Bodendenkmäler in Ladbergen
Die Liste der Bodendenkmäler in Ladbergen enthält die denkmalgeschützten unterirdischen baulichen Anlagen, Reste oberirdischer baulicher Anlagen, Zeugnisse tierischen und pflanzlichen Lebens und paläontologischen Reste auf dem Gebiet der Gemeinde Ladbergen im Kreis Steinfurt in Nordrhein-Westfalen (Stand: September 2020). Diese Bodendenkmäler sind in Teil B der Denkmalliste der Gemeinde Ladbergen eingetragen; Grundlage für die Aufnahme ist das Denkmalschutzgesetz Nordrhein-Westfalen (DSchG NRW).
| Bild | Bezeichnung   | Lage                             | Beschreibung | Bauzeit | Eingetragen seit | Denkmal- nummer |
| ---- | ------------- | -------------------------------- | ------------ | ------- | ---------------- | --------------- |
| BW   | Grabhügelfeld | Ladbergen Overbeck Karte         |              |         | 04.03.1986       | 1               |
| BW   | Pfarrkirche   | Ladbergen Alte Schulstraße Karte |              |         | 18.10.2006       | 2               |